# チャールズ・ピース

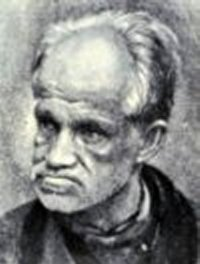
チャールズ・ピース

チャールズ・ピース（Charles Peace、1832年5月14日 - 1879年2月25日）はイギリスの犯罪者。
ロンドン随一の犯罪人としてさまざまな物語に登場し、彼の人生は小説、演劇、映画にもなっている。

## 経歴
- 1851年10月26日にシェフィールドの女性の家に強盗に入り逮捕され懲役一ヶ月になる。
- 1854年10月20日に強盗で4年の懲役刑になる。
- 1859年にハンナ・ウォードという未亡人と結婚した。
- 1859年8月11日にマンチェスターで強盗に入り逮捕され、懲役6年になる。
- 1864年に出所してシェフィールドに戻る。
- 1866年に強盗に入り、懲役8年になる。
- 刑務所から脱走するが、すぐに逮捕される。
- 1875年に出所してシェフィールドに戻る。
- 1876年の終わりにロンドンへ旅立つ、
- 1877年の初めから1878年10月までロンドンで窃盗を繰り返す。
- 1878年10月10日逮捕され、強盗殺人により死刑判決を受ける。
- 1879年2月25日に死刑執行人ウィリアム・マーウッドの手によって死刑が執行された。

## 登場作品
- 小説：シャーロック・ホームズシリーズの『高名な依頼人』
- 映画：『チャールズ・ピースの生涯』（1905年）
- 演劇『チャールズ・ピースの生涯と冒険』(1927年)
  - 死刑執行人ウィリアム・マーウッド役を本物の死刑執行人であったジョン・エリスが演じている。
- マダム・タッソー館に彼の蝋人形が展示されている。